# Jour national de la salsa
Le jour national de la salsa (en espagnol, Día nacional de la salsa) est un événement populaire très important à Porto Rico, créé en 1983 par Pedro Arroyo, gérant et directeur de la radio Z93. Il a été officialisé au niveau national par la Loi 100 du 17 juin 2000 : « pour déclarer le troisième dimanche du mois de mars de chaque année comme jour national de la salsa »
- 2002 : Entre 35 000 et 50 000 personnes sont venues entendre Cortijo, Ismael Rivera, Willie Rosario, Bobby Valentin, El Gran Combo, Raphy Leavitt, La Sonora Ponceña, Richie Ray & Bobby Cruz, Ismael Miranda, Tito Nieves, Ruben Blades, Michael Stuart, Domingo Quiñones, Bobby Valentin, Papo Lucca...

- Conjunto Chaney avec au chant Eddie Santiago, Willie González & Cheo Andujar ; Salsa Fever avec la participation Papo Sanchez et Luisito Carrion. Willie Rosario y su Orquesta. Tipica 73 avec Adalberto Santiago, Tito Allen, Camilo Azuquita,  José Alberto « El Canario », Sonny Bravo.

- 2005 : NG² avec en invité special Camilo « Azuquita », Tommy Olivencia avec la participation de Richie Ray comme chef d'orchestre, de la star du reggaeton Tego Calderon, et Viti Ruiz, frère de Frankie Ruiz, La Sonora Ponceña qui a invité le rappeur Julio Voltio, Bobby Valentín, Luisito Carrión, Oscar D'Leon.

- 2007 : Papo Cocote, Ramon Rodriguez, Julito Castro et Tito Nieves, Sammy Marrero et Raphy Leavitt, Luis Perico Ortiz et Roberto Lugo, Rafael de Jesus, Ismael Miranda avec Cheo Feliciano et Roberto Roena.

- 2008 : Orquesta Siglo XXI, Sonora Ponceña, El Gran Combo, Manny Oquendo y Libre & Hermán Olivera, Spanish Harlem Orchestra & Ray de la Paz, Larry Harlow & Junior González & Ismael Miranda, Willie Colón.

- 2009 : Dimanche 29 mars.